# Beta-methylamino-L-alanin

Struktura β-methylamino-L-alaninu

β-Methylamino-L-alanin, zkráceně BMAA, je aminokyselina působící jako neurotoxin. Ukládá se v semenech cykasů. Je derivátem aminokyseliny alaninu. Vytváří ho sinice rodu Nostoc, které žijí v kořenech rostlin.
Otrava dobytka tímto jedem po spasení rostlin rodu Macrozamia se nazývá kejáková motolice.
Vzhledem k tomu, že cykasy slouží i jako zdroj potravy, používají domorodci různé metody vyplavovaní tohoto jedu před konzumací, který může způsobovat otravu cykasy.
Dalším jedem vytvářeným cykasy je cykasin.